# Peperpot

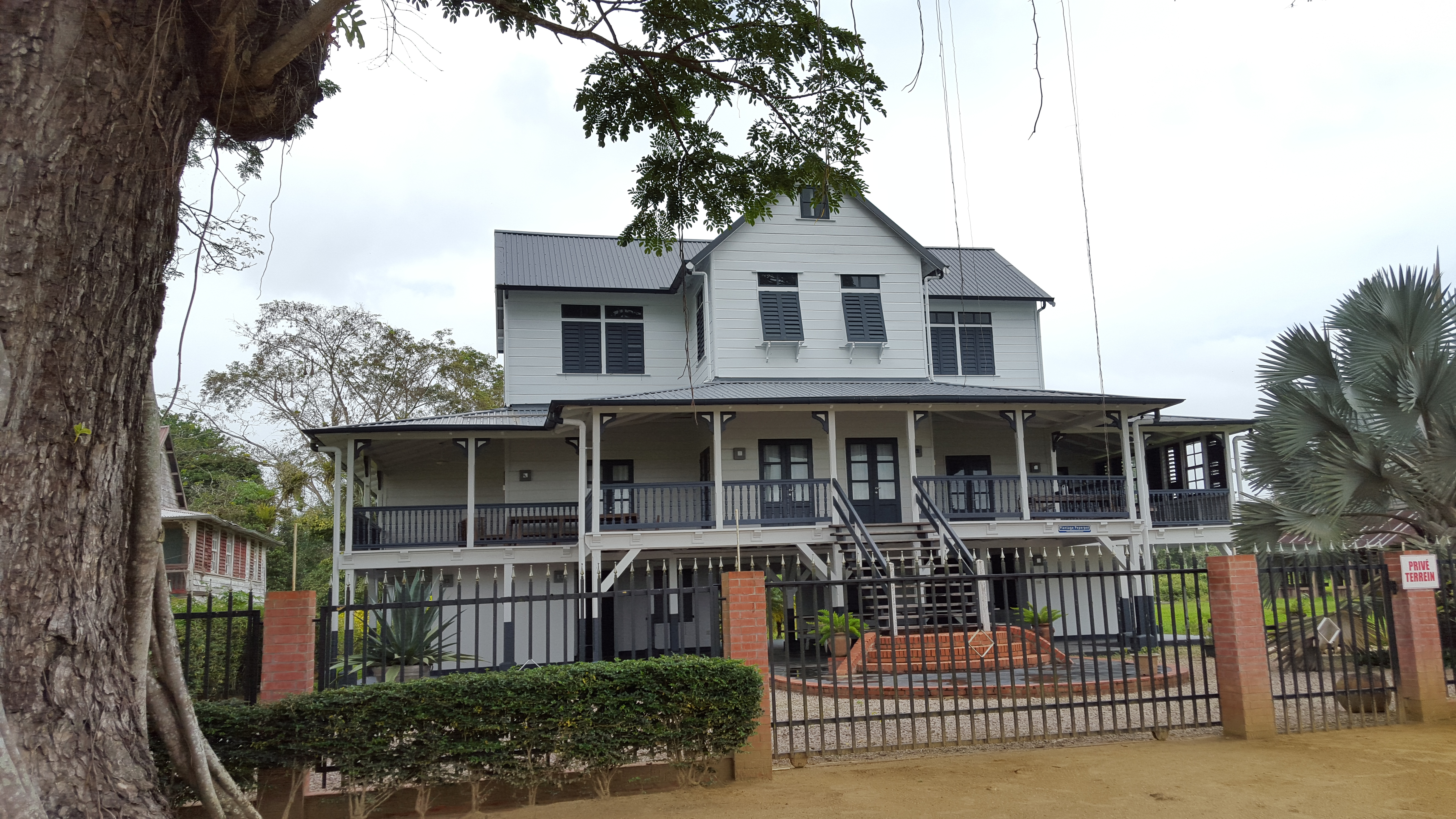
Voormalige directeur's woning te Peperpot, foto 2016

Peperpot is een voormalige koffieplantage, thans een natuurpark in het district Commewijne in Suriname. Peperpot ligt op de rechteroever van de Surinamerivier en is een van de oudste plantages van Suriname. Met de komst van de Wijdenboschbrug in 2000 is Peperpot gemakkelijk vanuit Paramaribo te bereiken.

## Oprichting
Het begin van Peperpot moet ongeveer tussen 1651 en 1660 gelegen hebben. Waarschijnlijk was het een Engelse planter die het als suikerplantage aanlegde. De plantage lag tussen de plantages La Liberté en Mopentibo. In het binnenland grenst zij aan Jagtlust en aan Puttenzorg. In het Sranantongo heette de plantage "pepre patoe".
De eerst bekende Nederlandse eigenaar was Simon van Halewijn, die in 1696 naar Suriname was gekomen. De oppervlakte was toen 902 akkers. Hij was ook de eigenaar van Mopentibo en Puttenzorg en het daarnaast gelegen ‘t Ylant. Ook het hogerop gelegen Beaumont was in zijn eigendom.

## Afwezige eigenaren
In 1702 begon Van Halewijn met de teelt van cacao en rond 1720 met koffie. In 1725 trouwde hij met Susanna Kinckhuysen. Na zijn overlijden in 1727 kwam Mopentibo in haar bezit. Peperpot en de andere plantages werden geërfd door zijn neef François Teresteyn van Halewijn Cornelisz, pensionaris van Dordrecht en bewindhebber bij de West-Indische Compagnie. Hij is nooit in Suriname geweest. Zijn dochter Johanna Agatha trouwde met Carel baron van Essen tot Helbergen, luitenant opperjagermeester van het Hertogdom Gelre en graafschap Zutphen. Ook zij hebben Suriname nooit bezocht. Dit absenteïsme was een bekend verschijnsel in Suriname. De plantages werden geadministreerd door Jan Pichot. In de eerste helft van de 19e eeuw liet de (katholieke) directeur of blankofficier van Peperpot missionarissen toe tot de plantage. Dit gebeurde onder de prefectuur van Jacobus Grooff.
Na het overlijden van François Teresteyn in 1751 erfde Carel van Essen tot Helbergen de titel Heer van Abbebroek en de bijbehorende landerijen.
Na het overlijden van Johanna in 1763 erfde Carel's zoon Lucas Willem de vier plantages. Lucas Willem bewoonde het Landgoed Schaffelaar en werd in 1791 begraven in de Oude Kerk in Barneveld. Omdat hij geen nakomelingen had en het geslacht van Essen tot Helbergen via de mannelijke lijn zou uitsterven ging zijn nalatenschap naar zijn tante Barones Margriet Cock van Haeften, weduwe van Baron Luca Willem van Essen tot Helbergen te Barneveld en vervolgens naar haar zoon de baron Jan Arend De Vos Van Steenwijk.
In 1793 verkocht hij Beaumont aan Abraham Meijers die de naam veranderde in Welgevonden. Op Peperpot werd in dat jaar koffie en katoen verbouwd. Na zijn overlijden in 1813 kwamen de drie plantages 't Eylant, Puttenzorg en Peperpot in bezit van zijn zoon Hendrik Antonie Zwier de Vos van Steenwijk genaamd van Essen.
In 1821 verkocht hij Peperpot en 't Eylant, dat samengevoegd was met Puttenzorg, aan Marcus Broen Marcusz te Amsterdam, eigenaar van het handelshuis Broen en co. Deze was ook in bezit van de plantages Johan Margaretha, Wayanpibo, Livinia, Sinabo en Gelre, Kortenduur en 1/3e deel van 't Eylant en Puttenzorg.
In 1833 en 1834 was Gijsbert Christiaan Bosch Reitz de eigenaar. Hij kwam later in het bezit van Geertruidenberg, Zoelen en A la bonne heure - allen aan de Commewijnerivier.
In 1835 werd de plantage, samen met Mopentibo, gekocht door Casper Lodewijk van Uytrecht de Veer, zoon van Abraham de Veer, gouverneur van Suriname. De slavenmacht was net daarvoor overgezet naar 't IJland. Na zijn dood in 1846 werd zijn zoon Matthias Schotborgh de Veer de eigenaar. Ook hij nam de naam van zijn moeder over.

## 1863 en verder
Bij de emancipatie in 1863 kregen 51 slaven de vrijheid. De plantage nam daarna contractarbeiders in dienst. In 1869 werd de plantage geveild wegens het vertrek van Matthias naar de Verenigde Staten.
De volgende vermelding is uit 1895. De plantage was toen in bezit van de familie Wright en had toen een oppervlakte van 646 hectare. Peperpot en Mopentibo werden als één plantage gezien. De familie Wright ging over op de teelt van cacao. Eind 19e, begin 20e eeuw gingen de plantages efficiënter werken en ging men plantages samenvoegen. Zo ontstond de Cultuur Maatschappij Dordrecht en Peperpot. Deze maatschappij kwam onder beheer van de Nederlandse Handel-Maatschappij en vormde een onderdeel van het plantagecomplex Mariënburg. In de periode 1898–1929 werden 831 Brits-Indiërs en 1276 Javanen te werk gesteld.
In 1905 werd Anton Jansen directeur van Peperpot. De plantage was toen eigendom van de Rubber Cultuur Maatschappij te Amsterdam. Later werd Jansen eigenaar, en in 1935 nam zijn zoon Jan-Piet de plantage over.
Net als de meeste andere plantages in Noord-Suriname, waar eeuwen geleden moeras was, beschikt Peperpot over een kanalensysteem waarmee het teveel aan water kan worden afgevoerd. Bij de Surinamerivier is een sluis die handmatig bediend wordt.

## Natuurpark
Sinds 2009 doet het perceel dienst als Peperpot Natuur Park. Peperpot is een van de eerste beschermde natuurgebieden van Suriname, maar het park is ook ingericht voor educatie, recreatie en ecotoerisme.

## Geboren
- Soewarto Moestadja (1949), politicus

## Afbeeldingen

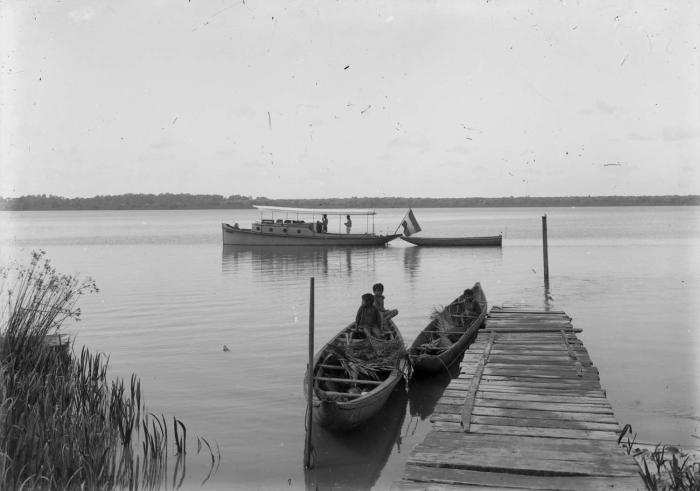
Steiger bij Peperpot tussen 1904 en 1930. Foto van Augusta Curiel
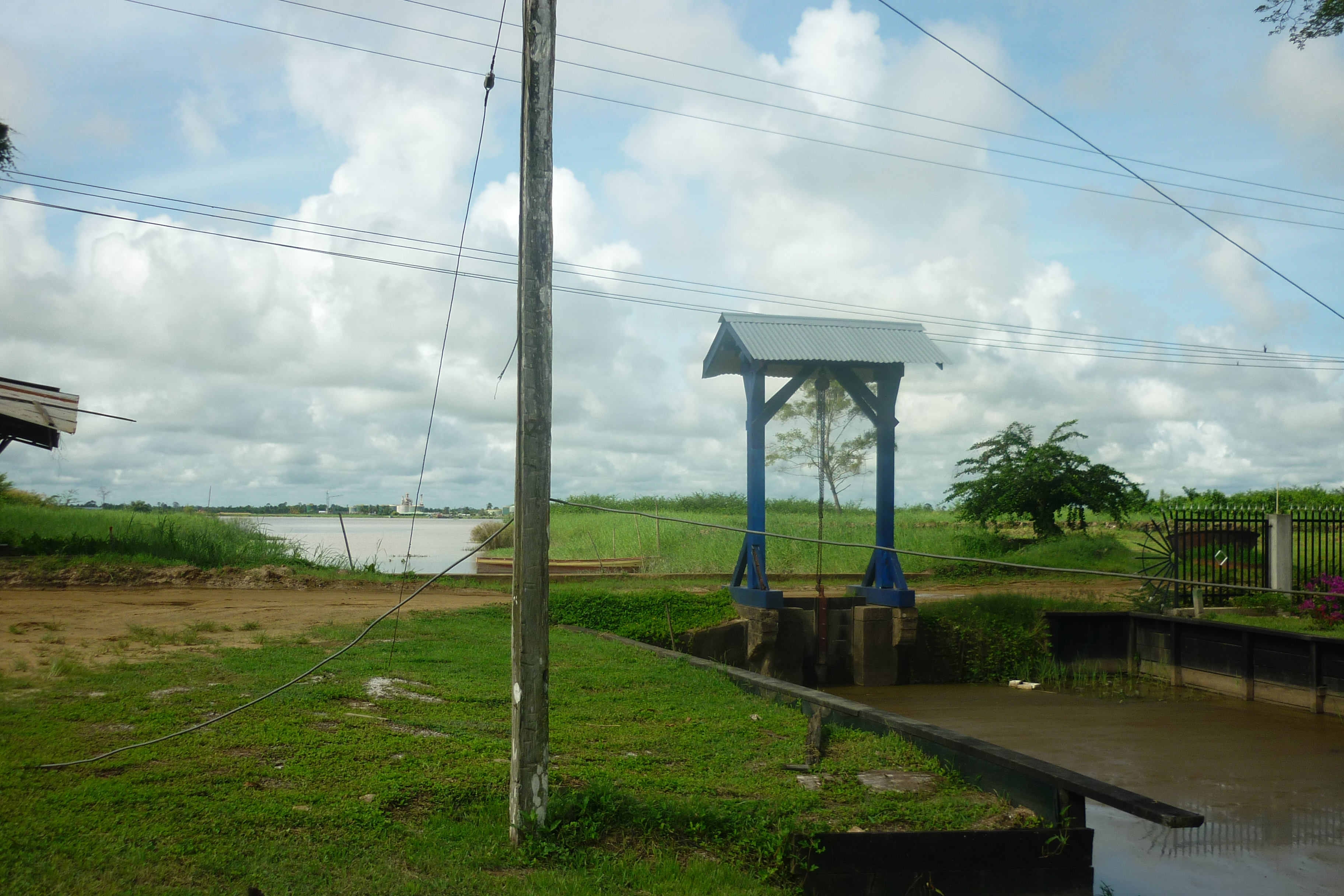
Sluis bij de Surinamerivier
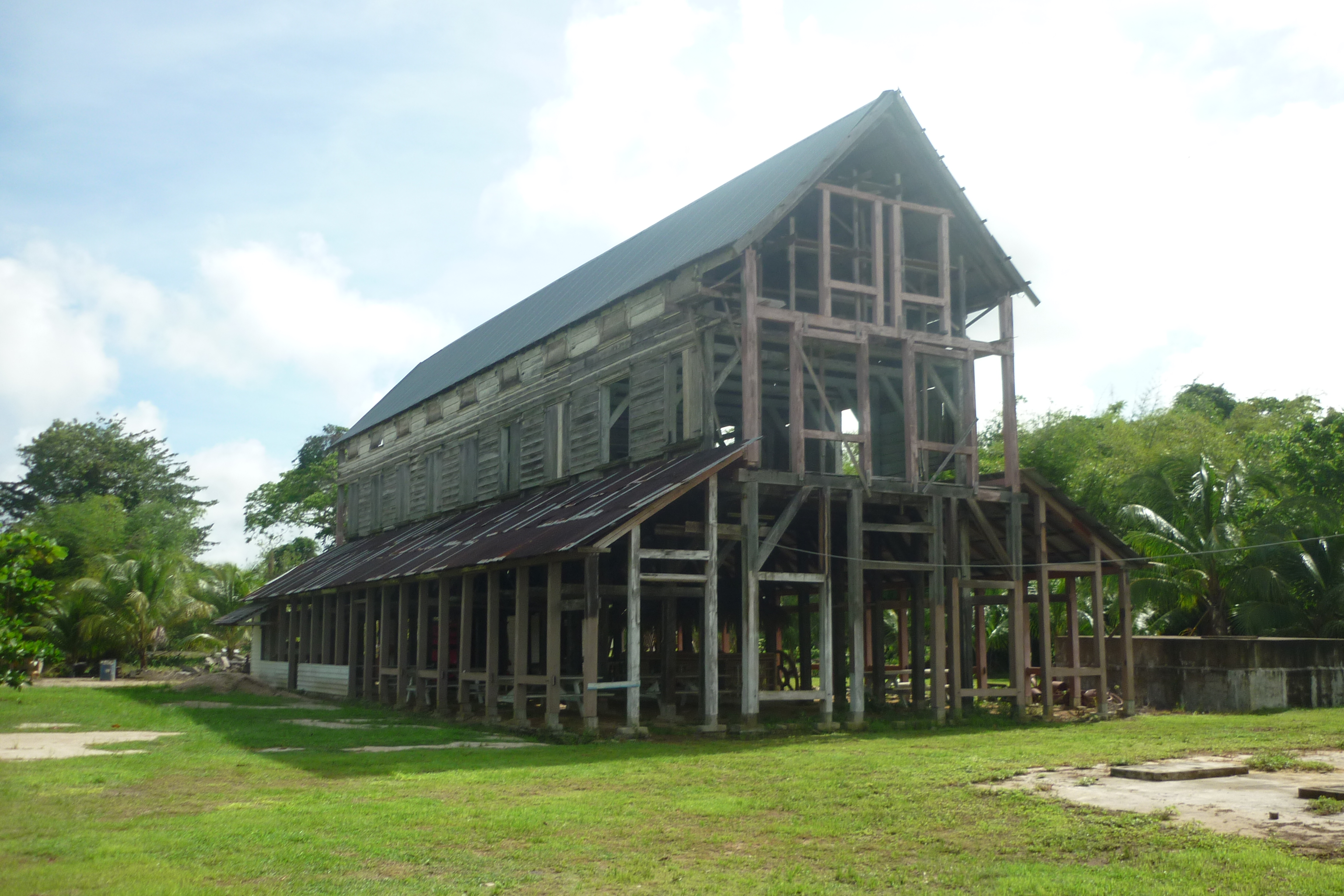
Droogschuur
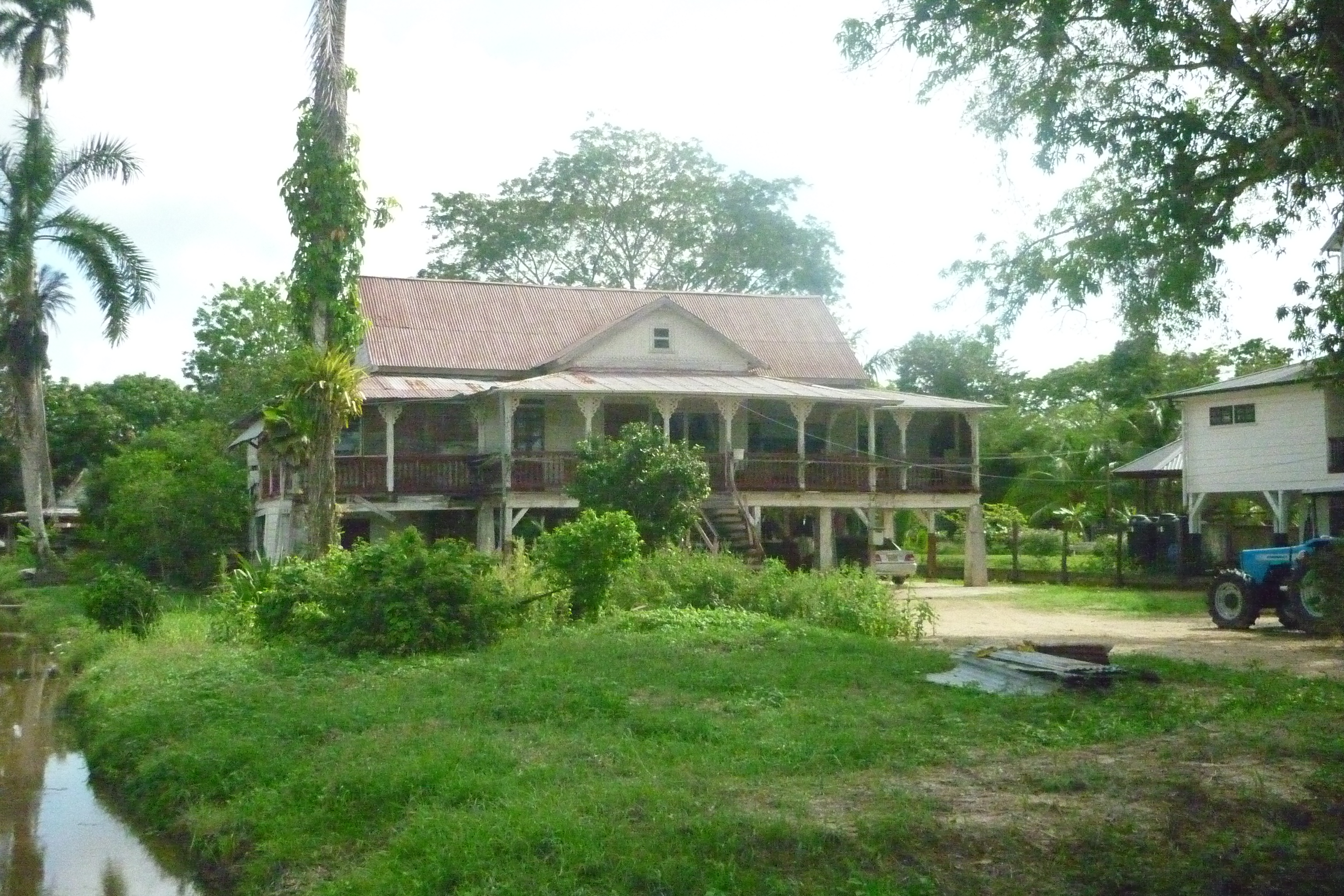
Directeurswoning (2011)
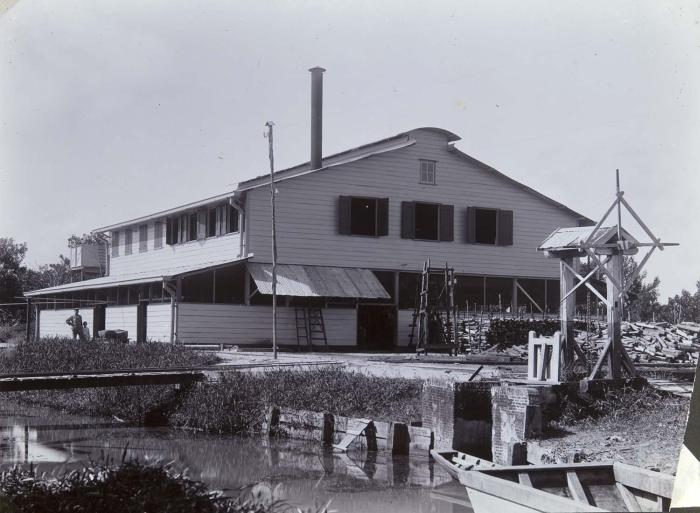
Koffiefabriek
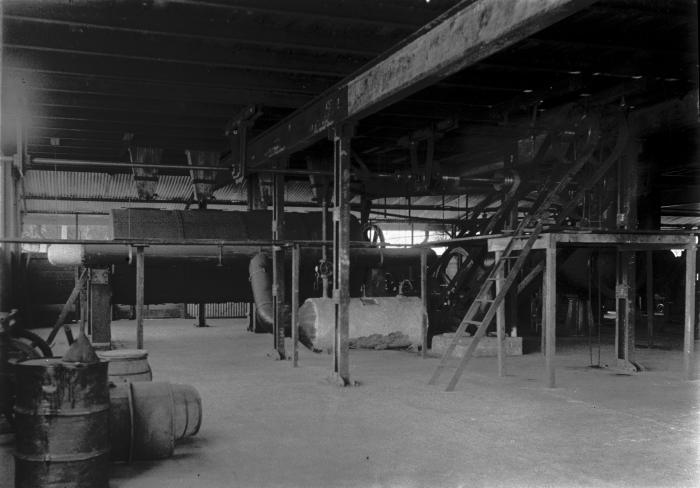
Het interieur van de koffiefabriek Peperpot